# Couva
Couva é uma cidade (c. 35.000 no censo de 2011) a oeste-central de Trinidad, ao sul do Porto de Espanha e Chaguanas e ao norte de San Fernando e Point Fortin. É o principal centro urbano e comercial da Corporação Regional Couva-Tabaquite-Talparo, e a área da Grande Couva inclui o Point Lisas Industrial Estate e o Porto de Point Lisas. É uma das cidades de mais rápido crescimento no país. O limite sul de Couva está na aldeia de Califórnia e ao O Couva do Norte se estende até McBean (ambos na Estrada principal do sul de Trinidad). Ao leste de Couva é Preysal. Ao oeste de Couva é a estrada para Waterloo e Carli Bay, que estão localizadas no Golfo de Paria. Couva é parte do Caroni County.
Couva é considerada uma importante base de poder para o Congresso Nacional Unido (UNC).